# Zesh Rehman
Zeshan „Zesh“ Rehman (* 14. Oktober 1983 in Birmingham) ist ein pakistanischer ehemaliger Fußballspieler, der auch die britische Staatsangehörigkeit besitzt.

## Karriere
Der in England geborene und aufgewachsene Pakistaner Rehman begann seine Karriere in der Jugendmannschaft des FC Fulham. 2003/04 stand der defensive Mittelfeldspieler bei Brighton & Hove Albion unter Vertrag. Im Januar 2004 kehrte Rehman zurück zum FC Fulham und knapp drei Monate später, am 17. April 2004, gab er gegen Liverpool sein Premier-League-Debüt.
Im Januar 2006 hatte Fulham einen viermonatigen Leihvertrag mit Norwich City abgeschlossen, wo er Spielpraxis sammeln sollte. Im August 2006 wechselte Rehman für eine nicht genannte Ablösesumme zum englischen Zweitligisten Queens Park Rangers. Dort unterschrieb er einen Drei-Jahres-Vertrag. Im Juli 2009 unterzeichnete er nach mehreren Leihstationen schließlich beim Viertligisten Bradford City. Nach Ablauf des Vertrages spielte er in Thailand, Hongkong und Malaysia bis 2022.
Rehman spielte bisher drei Mal im pakistanischen Fußballnationalteam. Er hatte in den englischen U-17 bis U-20-Mannschaften gespielt, bis er sich entschieden hatte für sein Heimatland aufzulaufen.

## Soziales Engagement
Rehman engagiert sich als Botschafter für Show Racism the Red Card.